# Dancing on the Ceiling
| 전문가 평가         | 전문가 평가 |
| 평가 점수           | 평가 점수   |
| 출처                | 점수        |
| ------------------- | ----------- |
| AllMusic            | [ 1 ]       |
| The Village Voice   | B+          |
| Rolling Stone       | (favorable) |
| Los Angeles Times   | (favorable) |
| The Washington Post | (mixed)     |

《Dancing on the Ceiling》은 1986년 7월 15일에 발매된 미국의 싱어송라이터 라이오넬 리치의 세 번째 솔로 스튜디오 음반이다. 이 음반은 원래 같은 이름의 아카데미상을 수상한 트랙의 이름을 따서 《Say You, Say Me》라는 제목이 붙여질 예정이었으나 리치가 음반에 여러 곡을 다시 쓰면서 다른 트랙의 제목으로 바뀌었다. 이 음반은 일반적으로 긍정적인 평가를 받으며 발매되었고 400만 장이 팔리며 미국 빌보드 200 차트에서 1위를 차지했다. 이 음반은 세션 기타리스트 카를로스 리오스와 함께 한 리치의 두 번째 음반이었다. 이 음반이 발매된 후, 리치는 10년 동안 완전히 새로운 소재의 음반을 발매하지 않고 오랜 공백기를 보냈다.

## 배경 및 녹음
라이오넬 리치는 1970년대 후반 코모도스의 멤버로 두각을 나타냈지만, 밴드에 긴장감이 생긴 후 1982년 탈퇴했다. 그의 첫 두 장의 솔로 음반인 《Lionel Richie》 (1982년)와 《Can't Slow Down》 (1983년)은 400만 장의 판매고를 올린 반면 《Can't Slow Down》 은 1000만 장의 판매고를 올리며 그래미 어워드 올해의 앨범상을 수상했다.
이후 《Dancing on the Ceiling》에 사용된 곡들의 녹음은 1985년에 시작되었다. 〈Say You, Say Me〉는 같은 해에 제작된 영화 《백야》에 사용되었으며, 이 영화로 아카데미상 최우수 오리지널 곡과 골든 글로브상 최우수 오리지널 곡을 수상했다. 음반 작업은 리치가 〈We Are the World〉로 작업을 마무리하는 동안 이루어졌다.
이 음반의 제목은 《Say You, Say Me》로 1985년 12월에 발매되었다. 그러나 리치는 자신이 본 사회적 조건 때문에 "그 노래들을 하고 싶지 않다"는 것을 알게 되었고, 그는 "세상이 스스로 권투를 하고 있다고 느끼는 것을 표현하기 위해" 다시 쓰기 시작했다. 궁극적으로 이 음반의 제목은 《Dancing on the Ceiling》으로 바뀌었는데, 타이틀곡이 리치의 다음 싱글이었기 때문이다. 음반 녹음에 1년 반이 걸렸고, 리치는 나중에 사운드를 혼합하려고 노력했다고 말했다.

## 상업적 성과
《Dancing on the Ceiling》은 1986년 8월 5일에 발매되었다. 이 음반은 미국에서 400만 장이 팔렸고 1984년 더블 플래티넘을 설립한 이후 미국 음반 산업 협회에 의해 실버, 골드, 플래티넘, 더블 플래티넘을 동시에 인증받은 첫 음반이 되었다. 남아프리카 공화국에서 초기 출하량은 60,000장였다.  음반 홍보를 위해 리치는 〈Outrageous〉라는 제목의 어처구니없는 40개 도시 콘서트 투어에 나섰다. 첫 번째 콘서트는 애리조나주 피닉스에서 열렸다.
《Dancing on the Ceiling》은 미국 빌보드 200에서 1위로 정점을 찍었다. 타이틀곡은 미국에서 2위, 영국 싱글 차트에서 7위에 오르며 〈Say You, Say Me〉의 초기 공연에 밀렸다. 이 음반의 다른 톱 10 싱글들은 〈Love Will Conquer All〉 (미국 9위, 영국 45위)과 〈Ballerina Girl〉 (미국 7위, 영국 17위)을 포함한다. 한편, 〈Deep River Woman〉은 빌보드 핫 컨트리 싱글 차트에서 10위에 올랐다.

## 곡 목록
| #  | 제목                        | 작사·작곡                                       | 재생 시간 |
| -- | --------------------------- | ----------------------------------------------- | --------- |
| 1. | 〈Dancing on the Ceiling〉  | 라이오넬 리치, 카를로스 리오스, 마이클 프렌치크 | 4:30      |
| 2. | 〈Se La〉                   | 리치, 그레그 필린게인즈                         | 5:22      |
| 3. | 〈Ballerina Girl〉          | 리치                                            | 3:38      |
| 4. | 〈Don't Stop〉              | 리치, 존 반스                                   | 7:43      |
| 5. | 〈Deep River Woman〉        | 리치                                            | 4:35      |
| 6. | 〈Love Will Conquer All〉   | 리치, 신시아 웨일, 필린게인즈                   | 5:40      |
| 7. | 〈Tonight Will Be Alright〉 | 리치                                            | 5:06      |
| 8. | 〈Say You, Say Me〉         | 리치                                            | 4:00      |

## 인증
| 국가                                                  | 인증        | 판매량/출하량 |
| ----------------------------------------------------- | ----------- | ------------- |
| 오스트레일리아                                        | —           | 218,000       |
| 벨기에 (BEA)                                          | 골드        | 25,000*       |
| 브라질                                                | —           | 200,000       |
| 캐나다 (뮤직 캐나다)                                  | 3× 플래티넘 | 300,000^      |
| 프랑스 (SNEP)                                         | 2× 골드     | 200,000*      |
| 홍콩 (IFPI 홍콩)                                      | 플래티넘    | 20,000*       |
| 네덜란드 (NVPI)                                       | 플래티넘    | 100,000^      |
| 뉴질랜드 (RMNZ)                                       | 플래티넘    | 15,000^       |
| 스페인 (PROMUSICAE)                                   | 골드        | 50,000^       |
| 스위스 (IFPI 스위스)                                  | 골드        | 25,000^       |
| 영국 (BPI)                                            | 2× 플래티넘 | 600,000^      |
| 미국 (RIAA)                                           | 4× 플래티넘 | 4,000,000^    |
| *판매량을 기반으로 한 인증 ^출하량을 기반으로 한 인증 |             |               |